# Elaterinae
Sous-famille
Synonymes
- Melanotinae

Les Elaterinae (élatérinés en français) sont une sous-famille d'insectes coléoptères de la famille des Elateridae.

## Liste des tribus
Adrastini - Agriotini - Ampedini - Dicrepidiini - Elaterini - Melanotini - Odontonychini - Physorhinini - Pomachiliini